# Verneïta
La verneïta és un mineral de la classe dels halurs. Rep el nom en honor del novel·lista francès Jules Verne], autor de diverses novel·les d'aventures entre les quals destaca Viatge al centre de la Terra (1864), en què els personatges entren al volcà Snæfellsjökull, a Islàndia, intentant trobar un camí cap al centre de la Terra.

## Característiques
La verneïta és un halur de fórmula química Na₂Ca₃Al₂F14. Va ser aprovada com a espècie vàlida per l'Associació Mineralògica Internacional l'any 2016, sent publicada per primera vegada el 2018. Cristal·litza en el sistema isomètric.
Els exemplars que van servir per a determinar l'espècie, el que es coneix com a material tipus, es troben conservats a l'Institut Islandès d'Història Natural, a Gardabaer (Islàndia) amb els números: ni 15509, ni 15518 i ni 17046 (holotip d'Hekla) i ni 12256 (cotip d'Eldfell), i a la Universitat de Copenhagen, a Dinamarca, amb les referències: e4-1a, e4-2a i e4-2b.

## Formació i jaciments
Aquesta espècie ha estat descrita a partir de les mostres de tres indrets: el mont Vesuvi, a Nàpòls (Campània, Itàlia), al volcà Eldfell, a l'arxipèlag Vestmannaeyjar, dins la regió islandesa de Suðurland, i a l'Hekla, també a Suðurland. Aquests tres indrets són els únics de tot el planeta on ha estat descrita aquesta espècie mineral.